# Paul Celan
Paul Celan (23. listopadu 1920, Černovice – kolem 20. dubna 1970, Paříž) byl převážně německy píšící rumunský básník, překladatel a spisovatel. Narodil se jako Paul Antschel, později si jméno upravil na rumunštější Ancel a odtud také pochází jeho umělecké jméno, anagram Celan.

## Životopis
Celan, původním jménem Paul Antschel, se na narodil roku 1920 v Černovicích v Bukovině na Ukrajině židovským rodičům. V roce 1939 složil maturitu a začal studovat medicínu v Tours ve Francii. Roku 1939 se Celan dal zapsat v Černovicích ke studiu romanistiky. O rok později připadly Černovice nejdříve Sovětskému svazu, než byly obsazeny roku 1941 německými a rumunskými vojenskými jednotkami. Následovala deportace Celanových rodičů. Ti potom zahynuli v koncentračních táborech, což Celanovi působilo celoživotní trauma. Celan byl odeslán do pracovního tábora v Rumunsku. Roku 1944 se Celan vrátil do Černovic, které byly znovu pod vládou Sovětského svazu, a od podzimu opět studoval. 
Od roku 1945 Celan pracoval jako překladatel a lektor v nakladatelství v Bukurešti. Jeho první zveřejněné básně pocházejí z této doby. Na konci roku 1947 odešel Celan do Vídně, kde se seznámil se studentkou Ingeborg Bachmannovou (s níž posléze prožil milostný a literární vztah) a půl roku poté do Paříže. Tam začal studovat germanistiku a jazykovědu. V roce 1948 vyšla jeho první sbírka básní Písek z uren, obsahující mimo jiné Celanovu nejslavnější báseň Fuga smrti. V roce 1951 se seznámil s výtvarnicí Gisèle Lestrangeovou, s níž se o rok později oženil a která ilustrovala sbírky jeho básní. Roku 1955 se narodil jejich syn Eric. 
V šedesátých let se vyhrotila kauza s Claire Gollovou, která Celana nařkla z toho, že plagioval básně jejího muže Yvana Golla, které Celan překládal. Celana tato kauza značně psychicky poznamenala, následující roky strávil v psychiatrických léčebnách. Poté, co Celan ve stavu šílenství ohrožoval nožem svoji ženu, se s manželkou rozhodli žít odděleně. Přesto až do Celanovy smrti udržovali láskyplný vztah. V letech 1967,1968 a 1970 se Celan sešel s významným německým filosofem Martinem Heideggerem. Celan se o jeho filosofii intenzivně zajímal, ale byl pobouřen Heideggerovým angažmá v NSDAP. Usiloval nicméně o setkání s ním, zřejmě proto, aby ho přiměl k nějaké omluvě a sebereflexi. Navštívil Heideggera  dvakrát na jeho chatě v Schwarzwaldu u Todtnaubergu. Žádného projevu lítosti se ovšem nedočkal. Své pocity Celan vložil do básně Todtnauberg.
Kolem 20. dubna 1970 se Celan utopil v Seině, nejspíš skočil z mostu Pont Mirabeau. 1. května byl u řeky nalezen mrtev. Je pochován na Cimetière parisien de Thiais. 

## Literární dílo
Celanovo lyrické dílo patří mezi nejvýznamnější básnická díla 20. století. Celanovy básně, které se vyznačují hořkou kritikou i utopickou touhou, jsou jazykovým experimentem. Nalezneme v nich magický hermetismus, stejně jako střízlivou preciznost, která Celanovi zajistila jak obdiv, tak strhující kritiku. Celanova počáteční tvorba je ovlivněna symbolismem a romantickými vlivy sahajícími od Hölderlina, přes Büchnera až po Trakla, Georgeho a Rilkeho. Stejně silně se v Celanově díle ale ozývá i vliv současné politické básně a konkrétní poezie. Básnická reflexe není u Celana namířena na volnou estetiku, nýbrž reflexi historie, především epochy německého nacionálního socialismu a holokaustu. Díky tematickému zpracování genocidy židů platí Celan za jednoho z nejvýznamnějších představitelů literatury holokaustu. Ve své tvorbě se musel vypořádat se zdrcujícím výrokem německého filozofa Theodora W. Adorna „po Osvětimi už nelze psát básně“. Tento výrok vyvrátil především temnými tóny stesku a důtklivostí žaloby, později rozšiřuje svou výtku na současné neměnící se poměry a bezvýchodnost až po kritiku civilizace. Celanovy básně vznikají převrácením významů, zkratkovitostí a přeskupováním běžné i básnické řeči, která zanechává dojem neologismů. Svou výpověď poskytuje báseň na hranici srozumitelnosti a poukazováním na nevyslovitelné. Čtenář je postaven před úkol mnohovýznamnost a souvislosti mezi slovy aktivně rozluštit. Celan demontuje tradiční poezii a využívá hudebních rytmů a protikladných výroků. V pozdější tvorbě Celan zcela upouští od metrických předloh a vytváří jakousi anti-poetiku.

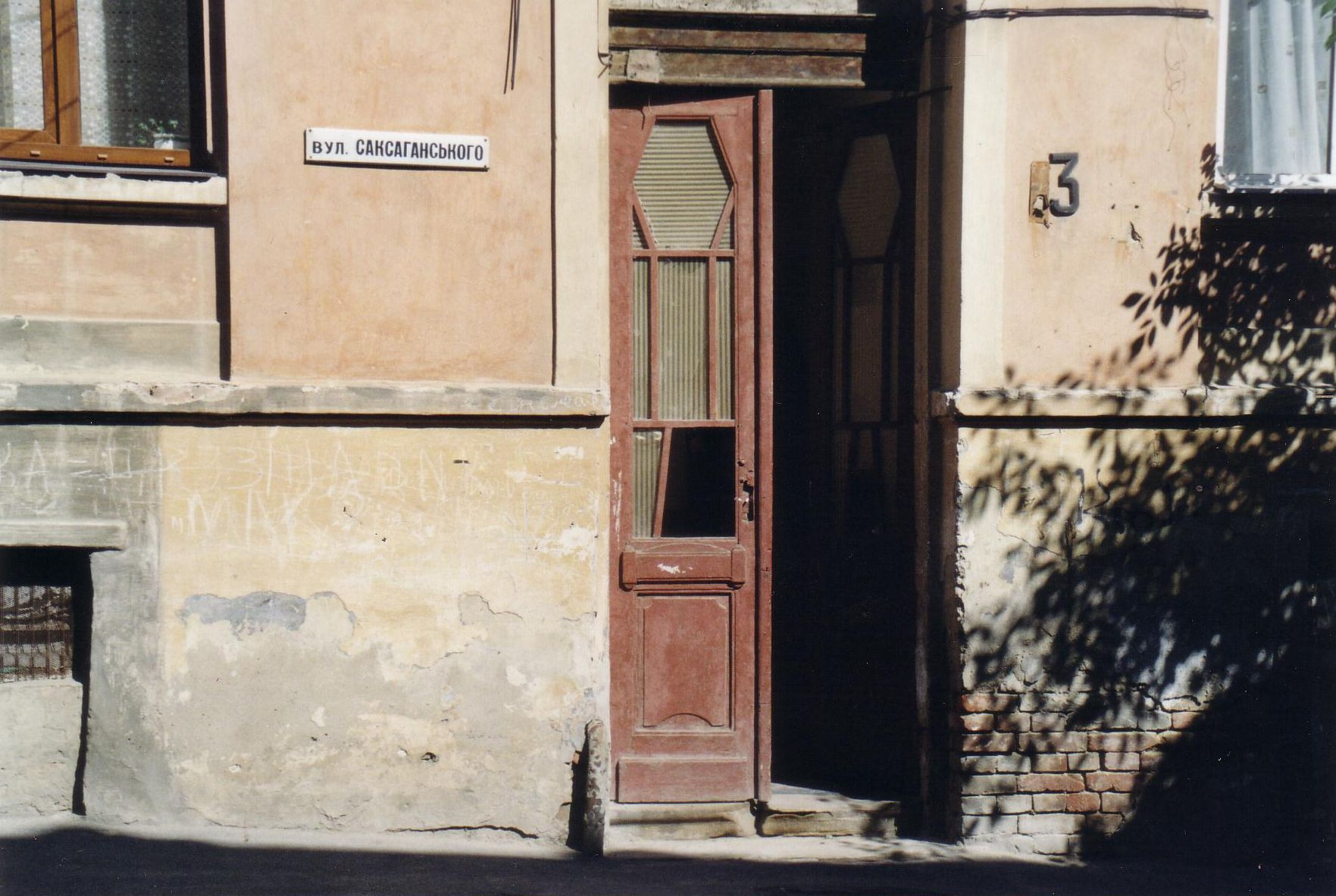
Rodný dům Paula Celana v Czernowitzích.

## Spisy
- Der Sand aus den Urnen (1948, Písek z uren)
- Mohn und Gedächtnis (1952, Mák a paměť)
- Von Schwelle zu Schwelle (1955, Od prahu k prahu)
- Sprachgitter (1959, Mříže řeči)
- Die Niemandsrose (1963, Ničí růže)
- Atemwende (1967)
- Fadensonnen (1968)
- Lichtzwang (1970)
- Schneepart (1971)

## Literární ceny
- 1958 Brémská literární cena
- 1960 Cena Georga-Büchnera[4]
- 1964 Umělecké ocenění země Severní Porýní-Vestfálsko